# Diocesi di Tibuzabeto
La diocesi di Tibuzabeto (in latino: Dioecesis Thibuzabetensis) è una sede soppressa e sede titolare della Chiesa cattolica.

## Storia
Tibuzabeto, forse identificabile con Aïn-Melloul nell'odierna Algeria, è un'antica sede episcopale della provincia romana della Mauritania Sitifense.
Unico vescovo conosciuto è il donatista Martiniano, che prese parte alla conferenza di Cartagine del 411, che vide riuniti assieme i vescovi cattolici e donatisti dell'Africa romana. La sede in quell'occasione non aveva vescovi cattolici.
Dal 1933 Tibuzabeto è annoverata tra le sedi vescovili titolari della Chiesa cattolica; dal 7 giugno 2006 il vescovo titolare è Vicente Danilo Echeverría Verdesoto, vescovo ausiliare di Quito.

## Cronotassi

### Vescovi
- Martiniano † (menzionato nel 411) (vescovo donatista)

### Vescovi titolari
- Smiljan Franjo Čekada † (12 giugno 1967 - 13 gennaio 1970 succeduto arcivescovo di Sarajevo)
- James Louis Connolly † (30 ottobre 1970 - 31 dicembre 1970 dimesso)
- Antonio Eduardo Bösl, O.F.M. † (18 dicembre 1972 - 13 ottobre 2000 deceduto)
- Joseph Lee Han-taek, S.I. (19 novembre 2001 - 5 luglio 2004 nominato vescovo di Uijongbu)
- Vicente Danilo Echeverría Verdesoto, dal 7 giugno 2006